# 牛奶巧克力
牛奶巧克力是一种含有可可、糖和牛奶的固体巧克力糖果。在前哥伦布时代，巧克力基本上被美洲的人們視為一種饮料來飲用。自从它被引入西欧后，瑞士巧克力制造商丹尼爾·彼得於1875年发明了牛奶巧克力。牛奶巧克力主要的生产商有费列罗、好时、亿滋、玛氏和雀巢。它们的巧克力銷量佔全球一半以上。
巧克力这个词大约在1600年出现在英语中，但最初只用來描述黑巧克力。“牛奶巧克力”一词的首次使用是1687年，當時人們从牙买加把一种饮料带到伦敦，但直到瑞士发明家丹尼爾·彼得在1875年成功地将可可和煉乳结合起来後，牛奶巧克力棒才被发明出来。瑞士迅速发展成为牛奶巧克力的生产中心。二十世纪初，随着吉百利牛奶和好时巧克力棒的推出，牛奶巧克力成为主流，而比利时的巧克力制造商也遍地开花，到20世纪20年代，仅在布鲁塞尔就有90家制造商。同时，牛奶巧克力与其他成分（如牛轧糖）相结合，形成了各种各样的巧克力棒，例如1908年的三角巧克力、1912年的Goo Goo Cluster和1935年的奇巧巧克力。